# Jos Verstappen
Johannes Franciscus "Jos" Verstappen (Montfort, 4 de março de 1972) é um ex-automobilista neerlandês de Fórmula 1.

## Início da carreira
Verstappen iniciou a carreira no kart aos 8 anos, participando de competições nacionais logo em seguida. Em 1984, sagrou-se campeão holandês júnior. Continuou com sucesso, ganhando dois títulos europeus e muitas corridas internacionais em 1989.
Ao final de 1991 ele se transferiu para as categorias de monopostos. Pilotou na Fórmula Opel Lotus, uma modalidade em que carros idênticos disputam entre si. Ele ganhou o compeonato europeu em seu primeiro ano, recebendo uma proposta para pilotar na Fórmula 3 pela Van Amersfoort Racing, por que passaram outros pilotos como seus compatriotas Christijan Albers e Tom Coronel e o belga Bas Leinders. Durante aquela temporada europeia de inverno, ele correu pela New Zealand Formula Atlantic. Posteriormente, na Fórmula 3, ele venceu muitas competições internacionais, incluindo a Marlboro Masters 1993 e o campeonato alemão de Fórmula 3.

## A1GP
Na temporada 2005-2006 da A1 GP, foi o representante da equipe holandesa na categoria. Conquistou uma vitória, na África do Sul, dois pódios e fez 69 pontos, chegando à 7ª posição no geral.

## Carreira na F1
Ingressou na categoria em 1994, quando assinou com a Benetton-Ford para ser piloto de testes. Os titulares eram o alemão Michael Schumacher e o finlandês Jyrki Järvilehto. Durante os testes da pré-temporada, Lehto sofreu um grave acidente e necessitou de 2 meses para recuperar-se. Assim, Verstappen assumiu o cockpit do carro número 6 nas duas primeiras corridas: GP do Brasil, em Interlagos, quando chegou a andar à frente de Schumacher nos primeiros treinos mas, após largar em nono lugar, abandonou devido a um múltiplo e espetacular acidente, envolvendo Martin Brundle (McLaren), Eddie Irvine (Jordan) e Eric Bernard (Ligier), na volta de número 34 (a prova foi vencida por seu companheiro, Michael Schumacher); GP do Pacífico, onde largou em décimo e abandonou devido a uma rodada (prova também vencida por Schumacher).
Na sequência desta temporada, retornou ao cockpit do carro titular da Benetton 3 meses depois (período em que Lehto retornou à titularidade mas, após fracos resultados, acabou afastado), no GP da França, quando largou em 8º e abandonou após rodar, sozinho. Correu mais 7 provas pela equipe, obtendo, como melhor posição de largada, um 6º lugar (na Bélgica). Seus melhores resultados, em provas, foram dois terceiros lugares (Hungria e Bélgica, e um 5º lugar, em Portugal.
Após o Grande Prêmio da Europa, retornou à condição de reserva, dando lugar ao inglês Johnny Herbert. Finalizou a temporada com 10 pontos, ocupando a 10ª colocação.
Em 1995, continuou como piloto de testes da Benetton-Renault, mas também pilotou, como titular, na equipe Simtek. Disputou os primeiros 5 GPs (o time encerrou suas atividades após este período), obtendo, como melhor posição de largada, um 14º lugar, na Argentina (à frente de carros, teoricamente, superiores, como Tyrrell, McLaren, Ligier e Sauber), onde, durante a prova, chegou a andar na 6ª posição. Seu melhor resultado, em provas, foi na Espanha, quando terminou em 12º lugar.
Em 1996, assinou com a equipe Arrows, sendo parceiro do brasileiro Ricardo Rosset. Na Argentina, obteve seus melhores resultados neste ano: 7º lugar na largada (à frente dos dois carros da McLaren e de uma Ferrari) e 6º lugar na corrida, onde conseguiu, nas últimas voltas, evitar as tentativas de ultrapassagem de David Coulthard, da McLaren. Concluiu a temporada com 1 ponto, na 16ª colocação.
Em 1997, trocou, mais uma vez, de equipe. Substituído pelo então campeão mundial Damon Hill na Arrows, assinou contrato com a lendária equipe Tyrrell, que já dava seus últimos suspiros na categoria. Devido a fragilidade do carro, não marcou pontos neste campeonato, onde obteve, como melhor posição de largada, um 14º lugar (Canadá). Nas corridas, concluiu o GP de Mônaco na 8ª colocação.
Em 1998, começou o ano como reserva na equipe Stewart Grand Prix, assumindo o posto de titular, ao lado do brasileiro Rubens Barrichello, a partir do Grande Prêmio da França, onde obteve sua melhor posição de chegada (12º lugar). Sua melhor posição de largada foi no GP da Áustria (12º posto). Encerrou o ano sem marcar pontos.
Em 1999, decidiu participar do programa de desenvolvimento da Honda, que visava estrear na categoria em 2000. Com um carro pronto, treinou nas pistas que compunham o calendário daquele ano, mas a montadora japonesa decidiu adiar seus planos devido à morte de Harvey Postlethwaite, o projetista do time.
Para a temporada de 2000, aceitou o convite para retornar à Arrows. Após fracos desempenhos nos últimos 2 anos, a equipe apresentou um bom carro, permitindo bons resultados aos seus pilotos (seu parceiro de equipe era Pedro De La Rosa. Verstappen somou 5 pontos, terminando em 12º lugar no campeonato (3 pontos a mais que seu companheiro). Seus melhores resultados: largou em 8º lugar na Grã-Bretanha (onde chegou a ocupar a pole position nos minutos finais), e concluiu o GP da Itália em 4º lugar.
Permaneceu na Arrows em 2001, tendo, como companheiro de equipe, o brasileiro Enrique Bernoldi. O time, tentando melhorar ainda mais seu desempenho, realizou inúmeras modificações em seu projeto, mas acabou produzindo um carro ruim. Verstappen marcou apenas 1 ponto nesta temporada, graças ao 6º lugar na Áustria, e teve, como melhor posição de largada, um 13º lugar no Canadá. Neste ano, obteve alguns momentos de destaque: retirou o colombiano Juan Pablo Montoya (Williams), então líder da prova, no momento em que tomava 1 volta do mesmo, no Brasil, e travou um empolgante duelo com o finlandês Mika Hakkinen, da McLaren (então já bicampeão do mundo), na Malásia, disputando a 3ª colocação, durante um determinado momento da prova. Concluiu o certame na 18ª colocação.
Em 2002, não disputou o campeonato. Retornou em 2003, ao volante de um carro da equipe Minardi (considerada a pior da categoria), tendo, como companheiro, o dinamarquês Nicolas Kiesa. Após liderar os primeiros treinos (sexta-feira) para o GP do França (graças às chuvas e ausências dos carros de ponta nesta sessão), largou em 15º lugar nesta etapa, seu melhor resultado em treinos no ano. Na corrida, terminou em 9º (apenas uma posição abaixo da zona de pontuação), também seu melhor resultado na temporada. Concluiu o campeonato, novamente, sem marcar pontos. Em 2004, esteve próximo de assinar com a Jordan, mas a equipe preferiu o italiano Giorgio Pantano, e o holandês deu um ponto final em sua carreira na Fórmula 1.
Em 2015, seu filho Max Verstappen estreou na Fórmula 1 no Grande Prêmio da Austrália de 2015. Desde então, Jos passou a ser presença constante no paddock.

## Vida Pessoal
Jos Verstappen é filho de Frans, falecido em 2019, e de Marianne. Ele tem uma irmã chamada Gerda. Jos se casou em 1996 com a ex-piloto e campeã de kart Sophie Kumpen, com quem teve dois filhos: o também piloto de F1 Max em 1997, e a digital influencer Victoria em 1999. Com sua segunda esposa, Kelly van der Waal, ele teve Blue Jaye em 2014. E com sua terceira esposa, Sandy Sijtsma, ele teve Jason Jaxx em 2019 e Mila Faye em 2020. Através de Victoria, ele ganhou dois netos, Luka e Lio, e em 2023, a jovem anunciou estar esperando mais um bebê.

## Controvérsias

### Histórico de agressão
Em maio de 1998, familiares e amigos de Verstappen se envolveram em uma briga com um grupo de pessoas em uma pista de kart em Lakanen, na Bélgica, o que provocou traumatismo craniano em um homem de 45 anos. Apesar de ter sido considerado culpado pela fratura e de ter sido condenado a cinco anos de prisão, Jos conseguiu se livrar de cumprir a pena por ter feito um acordo com a vítima.
Em 2008, Jos foi acusado de agredir sua ex-esposa, Sophie Kumpen, e de intimidá-la por meio de mensagens de texto. Ele foi multado e condenado a três meses de prisão. Em 2012, Jos Verstappen foi preso após agredir sua ex-namorada e fugir da cena do crime, chegando a ser acusado de tentativa de homicídio, mas foi solto por falta de provas.
Em 2016, Jos foi acusado de agressão por seu próprio pai, Frans Verstappen, após uma violenta discussão que resultou em ferimentos no rosto e no crânio do genitor. Mas o próprio Frans retirou a queixa tempos depois.

### Relacionamento com Max
Durante uma entrevista para o podcast do ex-piloto David Coulthard, Jos relatou uma história em que ele teria batido no capacete de seu filho Max após ele ter cometido erros em uma corrida no Campeonato Mundial de Kart. O próprio piloto contou que seu pai teria discutido com ele após o jovem piloto ter errado durante uma corrida, quando ele tinha apenas quinze anos, e em determinado momento, ter parado seu carro em um posto de gasolina, mandado Max descer e fazer o resto do trajeto até sua casa caminhando, sozinho. Jos deixou o filho lá, e ele só voltou pra casa depois de telefonar para que sua mãe o buscasse.
Sobre o tema, Jos comentou em um depoimento no documentário "Anatomia de um Campeão" que apesar de ter sido duro e de ser uma pessoa difícil de se lidar, jamais maltratou o seu filho, e que ele suportava tudo por ser "mentalmente forte". De fato, o próprio Max afirmou várias vezes que seu pai foi peça fundamental em seu sucesso na Fórmula 1, chegando a dizer que "Sem meu pai, eu não estaria sentado aqui agora".

### Revelações sobre a Benetton
Jos revelou em uma entrevista que seu companheiro de equipe em 1994, Michael Schumacher, realmente correu fora do regulamento, e que a Benetton colocou os equipamentos eletrônicos, proibidos naquela temporada, apenas no carro do piloto germânico. Ele também afirmou que Schumacher "era Deus para muitas pessoas, mas não é o Super-Homem e nunca foi", que o alemão jamais o venceu no kart, e que teria sido aconselhado por Flávio Briatore, gerente da equipe na época, a não falar sobre o assunto.

### Participação no Caso Horner
Em fevereiro de 2024, Erik van Haren, do jornal neerlandês De Telegraaf, começou a ventilar rumores de que Christian Horner, chefe da equipe de F1 Red Bull Racing, na qual Max Verstappen corre atualmente, estaria sob investigação após denúncias de que ele teria praticado assédio contra uma funcionária da Red Bull não identificada, e que corria sério risco de ser dispensado da equipe antes do início da temporada. Após investigações internas, a Red Bull se decidiu pela absolvição de Horner, algo que desagradou Jos. Sobre o caso, o ex-piloto neerlandês afirmou que Horner estava "se fazendo de vítima, quando ele é quem está causando problemas", e que a continuidade da presença dele na equipe provocaria uma "explosão" no time.
Após a absolvição de Horner, um email anônimo foi enviado para vários jornalistas e autoridades da Fórmula 1, e começaram a especular que Jos Verstappen estaria por trás disso. Mas o próprio negou envolvimento, afirmando ao De Telegraaf que não tinha interesse nisso, pois seu filho estava correndo na equipe Red Bull e tendo um grande desempenho. No mesmo final de semana do GP do Bahrein, Jos foi fotografado ao lado de Toto Wolff, chefe da equipe Mercedes, e rumores sobre uma possível transferência de seu filho Max para a equipe prateada, que está com uma vaga aberta desde o anúncio da transferência de Lewis Hamilton para a Ferrari, começaram a circular. Mas Wolff disse que estava apenas parabenizando Jos pelo desempenho de Max durante a corrida.